# Mona (voornaam)
Mona is een meisjesnaam. Deze naam is vooral populair in Italië en Angelsaksische landen. Deze naam heeft meerdere mogelijke betekenissen:
- Afgeleid van het Ierse muadhnait, dat "nobel" betekent
- Afgeleid van het Italiaans voor Madonna. Men zou kunnen zeggen dat Mona een moderne, populaire, kortere variant van Madonna is
- In Spanje is de naam een vleivorm van Ramona
- In het Arabisch betekent het wens